# Łukasz Dziekuć-Malej
Łukasz Mikałajewicz Dziekuć-Malej, biał. Лукаш (Лука) Мікалаевіч Дзекуць-Малей (ur. 1 października 1888 w Słonimie, zm. 20 stycznia 1955 w Gdańsku) – białoruski duchowny baptystyczny, działacz narodowy, niepodległościowy i społeczny, tłumacz Biblii na język białoruski. Przełożył też kilkanaście broszur na język białoruski, wydał własny modlitewnik, publikował w prasie religijnej. W okresie międzywojennym założył wiele baptystycznych zborów w okolicach Brześcia. Zarówno podczas I jak i II wojny światowej włączał się aktywnie do białoruskiego ruchu narodowego. Wielokrotnie był podejrzewany o szpiegostwo.

## Życiorys
Urodził się 1 października 1888 roku w Słonimie na Białorusi w prawosławnej rodzinie, ojciec był nauczycielem. Rodziców stracił w wieku czterech lat (nigdy nie wyjawił w jakich okolicznościach). Do 16. roku życia był wychowywany w nauczycielskiej rodzinie Funtów . Po ukończeniu szkoły pedagogicznej również został nauczycielem.
W 1912 roku podczas odbywania służby wojskowej w Białymstoku zetknął się z baptyzmem. 31 grudnia 1912 roku został ochrzczony w rzece Supraśl przez kaznodzieję Romana Chomiaka. Ponieważ wielokrotnie głosił w licznych miejscach, został aresztowany przez władze carskie we wsi Łyskowo (k. Prużan). Przywiązano go do konia, za którym szedł piechotą około 170 km do więzienia w Brześciu. W latach 1913–1914 odbył w Petersburgu przygotowanie teologiczne w szkole biblijnej prowadzonej przez Jana Prochanowa, przywódcy ewangelicznych chrześcijan. Po ukończeniu seminarium pracował jako kaznodzieja w guberni grodzieńskiej, wileńskiej i mińskiej. Podczas I wojny światowej osiadł w Grodnie, skąd wyruszał do różnych części Zachodniej Białorusi w ramach swej działalności kaznodziejskiej. Ze względu na liczne podróże kilkakrotnie wtrącano go do aresztu i posądzano o szpiegostwo.
W 1918 roku założył białoruską szkołę w Krynkach. W lutym oraz kwietniu 1919 roku był na krótko wtrącany do aresztu przez polskie władze za działalność w białoruskim ruchu narodowym . W 1920 roku był jednym z liderów Białoruskiego Komitetu Narodowego, stał też na czele białoruskiej szkolnej rady w Grodnie. W latach 1919–1920 polskie władze zamykały białoruskie szkoły w okolicach Grodna, a działaczom białoruskim zabraniano prowadzenia działalności. W 1921 roku nakazano jemu oraz innym działaczom białoruskim opuszczenie Grodna. W 1921 roku zamieszkał w Brześciu . Utworzył tam towarzystwo kulturalne o charakterze ludowym o nazwie „Białoruska chatka” (Беларуская хатка), założył także zbór baptystyczny.

### Baptystyczny duchowny
W 1921 roku rozpoczęły się rozmowy zjednoczeniowe pomiędzy Związkiem Baptystów a Związkiem Ewangelicznych Chrześcijan. Uczestniczył w nich aktywnie Dziekuć-Malej, który w 1922 roku został członkiem Komitetu (jako radca) ustalającego warunki zjednoczenia. W 1923 roku odbyła się w Brześciu konferencja zjednoczeniowa obu ugrupowań. Wybrano Komitet Zjednoczenia, w którego skład wszedł Dziekuć-Malej. Również dwie następne konferencje odbyły się w Brześciu. Zjednoczenie zostało rozwiązane w roku 1927, jakkolwiek wszelka współpraca obu ugrupowań ustała we wrześniu 1925 roku. We wrześniu 1926 Dziekuć-Malej na konferencji w Łodzi został wybrany na wiceprezesa ugrupowania baptystów, w 1937 został członkiem Rady Naczelnej Kościoła.
Do roku 1939 Brześć był jego głównym miejscem działalności i w okresie tym założył wiele zborów w okolicach Brześcia. W 1923 roku prowadzony przezeń zbór liczył 151 członków (nie licząc dzieci i sympatyków), w 1938 było już na ziemi brzeskiej 20 założonych przezeń zborów o łącznej liczbie 1152 członków. 21 czerwca 1926 roku podczas prowadzonej przezeń uroczystości chrztu w Kamieńcu zgromadziło się około dwóch tysięcy ludzi. Badacze historii baptyzmu na ziemiach polskich są zgodni, że rozwój baptyzmu wokół Brześcia w okresie międzywojennym, nazywany nawet mianem „przebudzenia duchowego”, związany był z osobą Dziekuć-Maleja. Jego kazania robiły wrażenie na słuchaczach, krytycy przypisywali to sztuce czarnoksięskiej. Wyolbrzymiano też liczbę ludzi uczęszczających na prowadzone przezeń spotkania.
11 czerwca 1922 roku ożenił się z Serafiną (ur. 1898), z domu Kiszków. Serafina również była nauczycielką. Miał z nią pięcioro dzieci: Łyko (ur. 1924), Lonia (ur. 1925, zmarł w dzieciństwie), Serafina (ur. 1928), Lila (ur. 1929), Daniel (ur. 1930).
W latach 30. zorganizował i prowadził sierociniec w Brześciu. Był to jedyny sierociniec, jaki w okresie międzywojennym mieli polscy baptyści. Udzielał też pomocy rodzinom żydowskim (przed świętem Paschy).

### II wojna światowa
W nocy z 18 na19 czerwca 1941 roku został aresztowany przez NKWD i wtrącony do celi, w której osadzano przeznaczonych na śmierć, natomiast żona wraz z dziećmi została zesłana do Kraju Ałtajskiego. Podejrzewano go o szpiegostwo na rzecz III Rzeszy. Przed śmiercią uratowała go wojna z Niemcami. Niemcy wkroczyli do Brześcia 22 czerwca, w dzień planowanej egzekucji. Pod niemiecką okupacją udzielał pomocy Żydom, za co został aresztowany przez Gestapo w 1943 roku.
27 czerwca 1944 uczestniczył w II Wszechbiałoruskim Kongresie w Mińsku. W przemówieniu wyraził radość z możliwości przeprowadzenia kongresu, bo do tej pory wszelka działalność była podziemna. Wyraził nadzieję, że nadchodzi czas, kiedy naród białoruski uzyska upragnioną wolność. Kilka dni później Dziekuć-Malej ewakuował się wraz z armią niemiecką, a do Mińska wkroczyła Armia Czerwona .

### Ostatnie lata

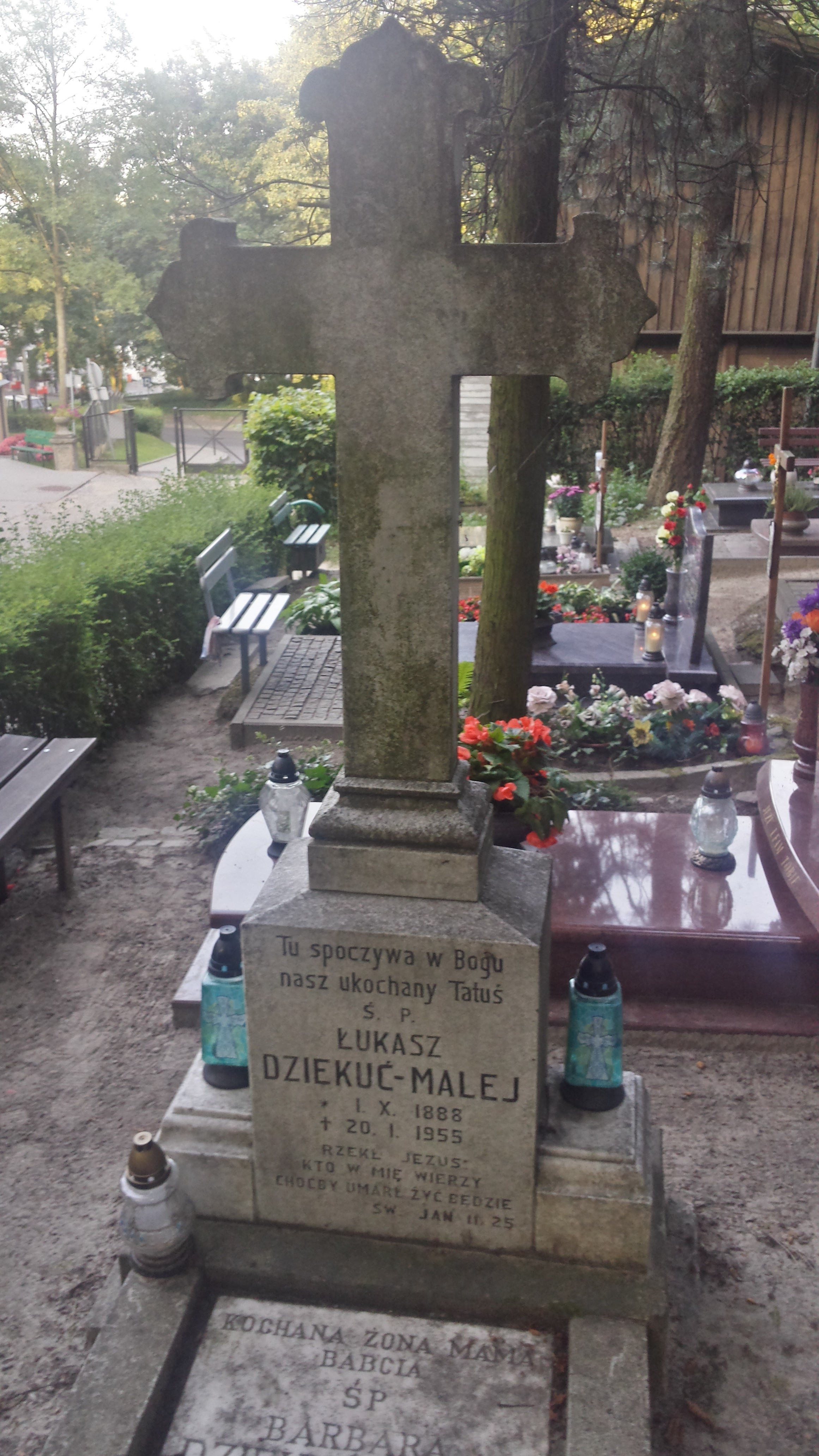
Grób Łukasza Dziekuć-Maleja na Cmentarzu Garnizonowym w Gdańsku

W 1945 roku przebywał na obszarze Niemiec, m.in. w Neubrandenburgu. Nie wiadomo kiedy, ani w jakich okolicznościach opuścił Niemcy. W 1946 roku mieszkał już w Gdańsku . Nie zdecydował się na powrót do Brześcia z co najmniej dwóch powodów – był duchownym oraz działaczem białoruskim i dlatego byłby niemile widzianym w ZSRR. W Polsce ryzyko było znacznie mniejsze. Nie zdecydował się na emigrację na Zachód, jak wielu innych działaczy białoruskich, ponieważ sądził, iż uniemożliwi to powrót żony i dzieci z Syberii. W 1946 roku wróciła doń rodzina .
Po przybyciu do Gdańska został w 1946 roku kaznodzieją utworzonego zboru baptystycznego. Kierowany przezeń zbór w 1946 roku liczył 36 członków, 26 czerwca 1947 – 70, 30 kwietnia 1949 – 87 członków. Początkowo pełnił też funkcję prezbitera okręgowego, z której to funkcji został zdjęty 31 grudnia 1949 roku . W latach 1949–1952 przebywał w Białymstoku, gdzie służył zborowi jako kaznodzieja. 
Był szykanowany przez Służbę Bezpieczeństwa, która zarzucała mu współpracę z wywiadem brytyjskim. W Gdańsku nie posługiwał się językiem białoruskim nawet we własnym domu.
Łukasz Dziekuć-Malej zmarł 20 stycznia 1955 roku w Gdańsku w wyniku cukrzycy. Pochowany na Cmentarzu Garnizonowym w Gdańsku (kwatera 18, rząd D3, grób 1). Jego żona Serafina zmarła 18 lutego 1953 roku (podczas zsyłki wielokrotnie chorowała i doznała trwałej utraty zdrowia). 
Dnia 25 marca 2004 roku Rada Miejska Gdańska w dowód wdzięczności, za zasługi dla Polaków i Żydów, nazwała jedną z ulic w Gdańsku jego imieniem . Helena Głogowska, w swej książce Białorusini na Wybrzeżu Gdańskim, opisała go jako jednego z trzech białoruskich działaczy na Pomorzu Gdańskim (obok Mikołaja Dworzeckiego i Andrzeja Waginy).

## Tłumacz Biblii i działalność publicystyczna
W 1920 roku wystąpił z inicjatywą przełożenia na język białoruski Biblii. Najpierw przygotował cztery Ewangelie i wydawał je w osobnych tomikach w latach 1926-1928 w Łodzi. W pracy przekładowej pomagał mu Anton Łuckiewicz (jako redaktor), Rozenberg (w Psalmach) oraz jego żona Serafina . Nowy Testament i Psalmy wydane zostały w 1931 roku przez Brytyjskie i Zagraniczne Towarzystwa Biblijne w Helsinkach pod tytułem „Новы Запавет Госпада нашага Ісуса Хрыста і Псальмы” w nakładzie 25 tysięcy egzemplarzy. Był to pierwszy pełny Nowy Testament w języku białoruskim, dlatego Dziekuć-Malej bywa nazywany ojcem białoruskiej Biblii. Nowy Testament wydawany był jeszcze trzykrotnie (1948, 1985 і 1991), w łącznym nakładzie 50 000 egzemplarzy. Cieszy się opinią jednego z najlepszych białoruskich przekładów, korzystają z niego nie tylko protestanci, ale także katolicy jak i prawosławni.
Dziekuć-Malej traktował przekład jako swoje największe osiągnięcie życiowe. W styczniu 1945 roku pisał z Neubrandenburgu do metodystycznego pastora Jana Piotrowskiego w Berlinie:
Od dawna w sercu nosiłem myśl, żeby naród nasz miał, tak jak i inne narody, pełną Biblię. 
W latach 1920–1924 przełożył na język białoruski siedemnaście broszur religijnych. W latach 1927–1928 prowadził białoruską rubrykę w baptystycznym czasopiśmie religijnym „Majak”. W 1942 roku wydał w Mińsku modlitewnik w języku białoruskim.